# Elizabeth Gillies
Elizabeth Egan Gillies (Haworth, 26 de julho de 1993), também conhecida como Liz Gillies, é uma atriz, cantora, diretora e produtora norte-americana. Estreou como atriz na Broadway aos 15 anos, no musical 13, interpretando Lucy. É conhecida por interpretar Jade West, em Victorious, do canal Nickelodeon e a protagonista Fallon Carrington na série de sucesso da The CW, Dynasty. Foi responsável por dublar a personagem/protagonista Selina Kyle em Catwoman: Hunted, da qual foi a primeira animação da Mulher-Gato na história da DC Comics em 2022.

## Carreira

### 1993-2009: início da vida e da carreira
Elizabeth Egan Gillies nasceu em Haworth, New Jersey, em 26 de julho de 1993, filha de Dave e Lorrie Gillies. Ela tem um irmão mais novo, nascido em 1996. Gillies afirmou que ela tem ascendência irlandesa, e uma avó e bisavó italianas.
A carreira de atriz de Gillies começou aos 12 anos, quando ela começou a frequentar castings. Ela rapidamente começou a aparecer em comerciais para empresas como a Virgin Mobile. Ela deixou o ensino médio em seu primeiro ano para prosseguir como atriz e participou de um programa de ensino médio online. Seu primeiro papel na televisão foi como uma personagem recorrente em The Black Donnellys. Ela afirmou que não tinha permissão para assistir ao programa completo porque seus pais acharam que não era apropriado para ela na época. Ela apareceu em três episódios.
Em 2008, ela desempenhou pequenos papéis em The Clique, Harold e Locker 514. Naquele ano, ela também foi escalada como Lucy em uma produção Goodspeed do novo musical 13 de Jason Robert Brown, ao lado de Ariana Grande. Mais tarde naquele ano, o musical 13 mudou-se para a Broadway, o que a tornou a primeira produção da Broadway a ter um elenco e uma banda inteiramente formados por adolescentes. Gillies permaneceu com a produção até o seu encerramento em 4 de janeiro de 2009. Elizabeth recebeu dois grandes números, "Opportunity" e "It Can't Be True", juntamente com as participações menores em outras canções, como a canção-título, "Hey Kendra" e muito mais.

### 2010-2014
Em 2010, Gillies foi escalada como a garota má e ocasional antagonista Jade West no programa de televisão da Nickelodeon Victorious, uma sitcom que gira em torno de adolescentes em uma escola de artes cênicas em Hollywood. Isso marcou sua segunda vez trabalhando ao lado de Ariana Grande. O show estreou em 27 de março de 2010. Em Victorious, Gillies foi destaque em várias músicas das trilhas sonoras Victorious e Victorious 2.0, incluindo "Give It Up" (dueto com Ariana Grande) e "Take a Hint" (dueto com Victoria Justice). Ela também escreveu e gravou a música "You Don't Know Me" para um episódio de Victorious, e mais tarde foi apresentada em Victorious 3.0.
Ela emprestou seu talento para outros programas da Nickelodeon, dando voz à personagem Daphne na série animada Winx Club e gravando a música oficial do Winx Club, "We Are Believix". Ela também apareceu em um episódio de Big Time Rush e como concorrente em BrainSurge e Figure It Out. A partir de 2012, Gillies começou a desempenhar pequenos papéis especiais fora da Nickelodeon. Aparições notáveis incluem White Collar e The Exes. Em julho de 2012, foi relatado que Gillies estava trabalhando em um álbum de rock alternativo. Victorious terminou em 2 de fevereiro de 2013, após quatro temporadas. Após o cancelamento da série, Gillies parou de atuar por um tempo.
Em outubro de 2013, foi anunciado que Gillies iria reprisar seu papel como Jade West em um episódio especial da série spin-off Sam & Cat que foi ar em janeiro de 2014. Em dezembro de 2013, Gillies estava trabalhando em outro filme intitulado "Killing Daddy", que foi ao ar no canal de TV estadunidense Lifetime em 05 de julho de 2014. Ainda em 2013, ela foi escalada como Courtney na adaptação musical de Jawbreaker e participou de uma leitura do show em Manhattan. Gillies apareceu no filme de terror Animal, que foi filmado em Manchester, Connecticut, onde interpretou Mandy, e atualmente, pode ser visto no iTunes foi produzido por Drew Barrymore, o filme co-estrelado por Keke Palmer e foi lançado em 17 de junho de 2014.

### 2015-presente
Em 2015, Gillies foi escalada como Heather no remake de Vacation. O filme teve um grande lançamento em 29 de julho de 2015. Ela foi então escalada para a série de comédia Sex & Drugs & Rock & Roll como Gigi, uma aspirante a cantora e filha de um ex-astro do rock chamado Johnny Rock (interpretado pelo criador do show, Denis Leary ). O show estreou em 16 de julho de 2015 com críticas mistas, mas o desempenho de Gillies como Gigi foi bem recebido. O show durou duas temporadas, com o final da segunda temporada indo ao ar em 1 de setembro de 2016. Em 9 de setembro de 2016, FX recusou renovar o show para uma terceira temporada, efetivamente cancelando a série.
Em 2017, Gillies foi escalada como Fallon Carrington na série de televisão da The CW Dynasty, uma reinicialização da série de 1980 de mesmo nome. Depois que Nicollette Sheridan deixou o papel da mãe de Fallon, Alexis Carrington, perto do final da segunda temporada, Gillies começou a interpretar o personagem temporariamente, assim como continuou a interpretar Fallon.
Em 2018, Gillies estrelou o filme de comédia e suspense Arizona como Kelsey. Foi estreado pela primeira vez no Festival de Cinema de Sundance de 2018, e depois alcançou um lançamento nos cinemas, além de ter sido lançado diretamente para o vídeo. Nos anos seguintes continuou com vários trabalhos.
Após o cancelamento da série Dynasty, Gillies entrou para o elenco do novo filme da Tubi, Spread (2023), a atriz além de estrelar, teve a sua primeira estreia como produtora executiva.

## Música

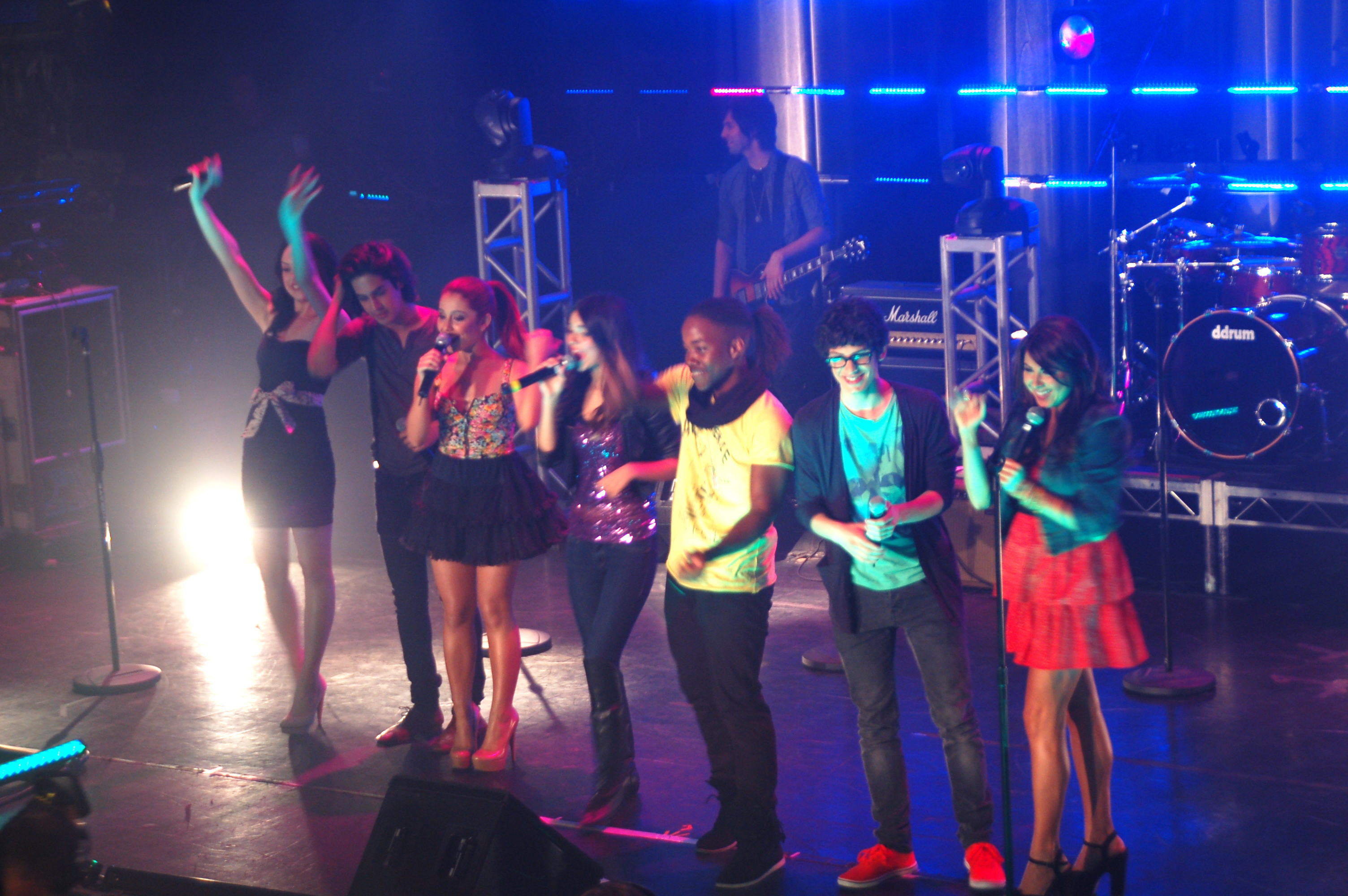
Liz em concerto com o elenco de Victorious

Gillies já apareceu em várias canções na trilha sonora de Victorious (trilha sonora) e Victorious 2.0, incluindo Give It Up (A dueto com Ariana Grande), e Take a Hint (com Victoria Justice). Ela também escreveu e gravou a canção You Don't Know Me para um episódio de Victorious, e mais tarde foi destaque em Victorious 3.0.
Liz tem uma conta no YouTube chamado Liz Gillies, onde ela carrega covers de canções populares, incluindo: "Wild Horses", de The Rolling Stones, "You and I", de Lady Gaga, "For No One", de The Beatles, "Jealous Guy", de John Lennon, "Father and Son", de Cat Stevens e "One and Only", de Adele. Ela também cantou músicas com Max Schneider (Somewhere Only We Know) e Ariana Grande (The Christmas Song).
Em julho de 2012, foi relatado que Gillies estava trabalhando em um álbum com músicas de rock alternativo.
Em 10 de dezembro de 2013, Gillies gravou um dueto com Ariana Grande chamado Santa Baby para o Natal do EP de Ariana Grande Christmas Kisses. Nos anos seguintes fez alguns vocais para filmes e series incluindo Dynasty serie que ela estrela atualmente.[carece de fontes?]
Em 2019, Gillies, ao lado de Matt Bennett, fez uma aparição surpresa durante o show em 19 de novembro de sua co-estrela vitoriosa Ariana Grande 's Sweetener World Tour em Atlanta, Geórgia, na qual Grande e Bennett tocaram "I Think You're Swell", enquanto Grande e Gillies cantaram "Give It Up", ambas canções de Victorious.[carece de fontes?]

## Vida pessoal
Depois de 6 anos juntos, no dia 8 de agosto de 2020, Gillies casou-se com o produtor musical Michael Corcoran em uma cerimônia privada em Nova Jersey.

## Filmografia

### Cinema
| Ano  | Título                                    | Título em português                           | Papel             | Notas                     |
| ---- | ----------------------------------------- | --------------------------------------------- | ----------------- | ------------------------- |
| 2022 | Catwoman: Hunted                          | br. Mulher-Gato: Caçado                       | Mulher Gato       | Dublagem                  |
| 2020 | Where's Charley?                          | br. Cadê o Charley?                           | Amy Spettigue     | Curta-metragem            |
| 2020 | Waterboy                                  | br. O Rei da Água                             | Vicki Vallencourt | Curta-metragem            |
| 2019 | 15 Minutes at 400 Degrees                 | br. 15 minutos a 400 graus                    | Crystal           | Curta-metragem            |
| 2018 | Arizona                                   | br: Arizona                                   | Kelsey            |                           |
| 2015 | Vacation                                  | br: Férias Frustradas                         | Heather           | Papel secundário          |
| 2014 | Animal                                    | br:Animal                                     | Mandy             | Protagonista              |
| 2014 | Killing Daddy                             | br: Matando o Papai                           | Callie            | Protagonista              |
| 2014 | Winx Club: The Mystery of the Abyss       | br. O Mistério do Abismo                      | Daphne            | Dublagem                  |
| 2013 | Winx Club 3D: Magical Adventure           | br. Aventura Mágica                           | Daphne            | Dublagem                  |
| 2012 | Winx Club: The Secret of the Lost Kingdom | br. O Segredo do Reino Perdido                | Daphne            | Dublagem                  |
| 2011 | The Death and Return of Superman          | br / pt: A morte e o retorno do Super-Homem   | Eradicator Folks  | Curta-metragem no YouTube |
| 2008 | The Clique                                | br: Garotas S.A /pt: A firma das garotas      | Shelby Wexler     | Papel secundário          |
| 2008 | Harold                                    | br: Harold                                    | Evelyn Taylor     | Papel secundário          |
| 2007 | Winx Club: Il segreto del Regno Perduto   | br. Clube Winx: O Segredo do Regresso Perduto | Daphne            | Dublagem                  |
| 2007 | Locker 514                                | br. Cacifo 514                                | Trinnie           |                           |

## Televisão
| Ano  | Título                                                | Papel                 | Notas                     |
| ---- | ----------------------------------------------------- | --------------------- | ------------------------- |
| 2022 | Uma Família da Pesada                                 | Alana                 | Dublagem                  |
| 2021 | DC FanDome 2021                                       | Ela mesma             | Especial de televisão     |
| 2021 | Watch What Happens: Live                              | Ela mesma             | Participação              |
| 2021 | BuzzFeed Celeb                                        | Ela mesma             | Participação              |
| 2021 | Zach Sang Show                                        | Ela mesma             | Participação              |
| 2020 | The Drew Barrymore Show                               | Ela mesma             | Participação              |
| 2020 | Make It Work!                                         | Ela mesma             | Especial de televisão     |
| 2020 | Zach Sang Show                                        | Ela mesma             | Participação              |
| 2019 | Whose Line Is It Anyway                               | Ela mesma             | Participação              |
| 2019 | Dynasty                                               | Fallon Carrington     | Participação              |
| 2019 | Zach Sang Show                                        | Ela mesma             | Participação              |
| 2019 | Welcome to the Wayne                                  | Parana Sycamore       | Dublagem                  |
| 2018 | Frango Robô                                           | Marie 'Slim' Browning | Dublagem                  |
| 2018 | Busy Tonight                                          | Ela mesma             | Participação              |
| 2018 | Zach Sang Show                                        | Ela mesma             | Participação              |
| 2017 | Ok! TV                                                | Ela mesma             | Participação              |
| 2017 | The Late Late Show with James Corden                  | Ela mesma             | Participação              |
| 2017 | Today                                                 | Ela mesma             | Participação              |
| 2017 | Last Call with Carson Daly                            | Ela mesma             | Participação              |
| 2017 | Entertainment Tonight                                 | Ela mesma             | Três episódios            |
| 2017 | Zach Sang Show                                        | Ela mesma             | Participação              |
| 2016 | Today                                                 | Ela mesma             | Participação              |
| 2016 | Zach Sang Show                                        | Ela mesma             | Participação              |
| 2015 | In Character With...                                  | Ela mesma             | Participação              |
| 2015 | Jimmy Kimmel Live!                                    | Ela mesma             | Participação              |
| 2015 | Today                                                 | Ela mesma             | Participação              |
| 2015 | Zach Sang Show                                        | Ela mesma             | Participação              |
| 2014 | The Slap                                              | Liz Gillies           | Participação              |
| 2014 | American Dad                                          | Lena Horne            | Temporada 11, Episódio 13 |
| 2013 | Nickelodeon Kids' Choice Awards                       | Ela mesma             | Participação              |
| 2012 | Nickelodeon Kids 'Choice Awards                       | Ela mesma             | Participação              |
| 2012 | Figure It Out                                         | Ela mesma             | Dois episódios            |
| 2012 | Friend Me                                             | Emily                 | 1 temporada               |
| 2011 | Figure It Out                                         | Ela mesma             | Sete episódios            |
| 2011 | Nickelodeon Cast: Sleigh Ride                         | Ela mesma             | Participação              |
| 2011 | Nickelodeon's Kids Choice Awards                      | Ela mesma             | Participação              |
| 2011 | Nickelodeon's Worldwide Day of Play: Get Your Game On | Ela mesma             | Participação              |
| 2011 | Nickelodeon Screen Test                               | Ela mesma             | Participação              |
| 2011 | TeenNick Halo Awards                                  | Ela mesma             | Participação              |
| 2011 | Winx Club: Enchantix                                  | Daphne                | Dublagem                  |
| 2010 | 7 Segredos de Victoria Justice                        | Jade West             | documentário              |
| 2010 | Nickelodeon Kids' Choice Awards 2010                  | Ela mesma             | Participação              |
| 2010 | Nickelodeon Cast: Jingle Bells 2010 Version           | Ela mesma             | Participação              |
| 2010 | BrainSurge                                            | Ela mesma             | Participação              |
| 2009 | The Battery's Down                                    | Bat Mitzvah Guest     | 1 temporada               |

## Broadway
| Ano     | Show / Música                                     | Papel     | Album             | Notas                       |
| ------- | ------------------------------------------------- | --------- | ----------------- | --------------------------- |
| 2017    | It can t be true                                  |           | Caitlin Gann · 13 |                             |
| 2013    | Jawbreaker: The Musical                           | Courtney  |                   | Leitura da oficina          |
| 2009-15 | Winx in Concert                                   |           |                   | Elenco                      |
| 2008-09 | 13                                                | Lucy Dunn |                   | Elenco original da Broadway |
| 2008-09 | Opportunity                                       |           |                   | Elenco original da Broadway |
| 2008-09 | It Can't Be True                                  |           |                   | Elenco original da Broadway |
| 2008-09 | Hey Kendra                                        |           | Broadway          | Vocalista                   |
| 2008-09 | Getting Ready (com Ariana Grande)                 |           | 13                | Dueto                       |
| 2008-09 | It Can t Be true                                  |           | 13                | Vocalista                   |
| 2008-09 | Original Broadway Cast Recording                  |           | 13                |                             |
| 2008-09 | Original Broadway Cast Recording (Deluxe Edition) |           | 13                |                             |

## Séries
| Ano           | Título                     | Papel             | Notas                     |
| ------------- | -------------------------- | ----------------- | ------------------------- |
| 2017-presente | Dynasty                    | Fallon Carrington | Elenco Principal          |
| 2015-2016     | Sex&Drugs&Rock&Roll        | Gigi              | Elenco Principal          |
| 2015          | Os Pinguins de Madagascar  | Singer            | Voz cantada               |
| 2014          | Sam & Cat                  | Jade West         | Episódio: O Salto Radical |
| 2013          | The Exes                   | Tracy             | Temporada 3               |
| 2012-2013     | Winx Club: Beyond Believix | Daphne            | Dublagem                  |
| 2011-2015     | Winx Club                  | Daphne            | Dublagem                  |
| 2011          | White Collar               | Chloe Woods       | White Collar              |
| 2011          | iCarly                     | Jade West         | iParty com Victorious     |
| 2010-2013     | Victorious                 | Jade West         | Antagonista               |
| 2010          | Big Time Rush              | Heather Fox       | Episódio: "27"            |
| 2007          | The Black Donnellys        | Jenny com 9 anos  | Apenas três episódios     |

## Diretor
| Ano       | Trabalho | Notas                                                                  |
| --------- | -------- | ---------------------------------------------------------------------- |
| 2021-2022 | Dinasty  | 2 episódios ''A Good Marriage in Every Sense'' e “But a Drug Scandal?” |

## Discografia
| Convidada (trilha sonora) | Convidada (trilha sonora)      | Convidada (trilha sonora) | Convidada (trilha sonora) |
| Ano                       | Música                         | Album                     | Notas                     |
| ------------------------- | ------------------------------ | ------------------------- | ------------------------- |
| 2019                      | Show                           | Ariana grande             | Dueto                     |
| 2018                      | Award Nominees                 | Seth MacFarlane           | Artista convidada         |
| 2018                      | My Buick, My Love and I        | Seth MacFarlane           | Artista convidada         |
| 2017                      | In full swing                  | Seth MacFarlane           | Vocalista                 |
| 2015                      | Chicago Style                  | Seth MacFarlane           | Dueto                     |
| 2013                      | Santa Baby (com Ariana Grande) | Christmas Kisses          | Artista convidada Músicas |
| 2012                      | Somewhere Only We Know         | Max Schneider             | Vocalista                 |

| Vídeos Clipes | Vídeos Clipes                 | Vídeos Clipes                      | Vídeos Clipes |
| Ano           | Artista principal /is         | Música                             | Notas         |
| ------------- | ----------------------------- | ---------------------------------- | ------------- |
| 2020          | Ariana Grande & Justin Bieber | Stuck with U                       |               |
| 2018          | Ariana Grande                 | Thank U, Next                      |               |
| 2017          | Elizabeth Gillies             | Bang Bang                          | Vocalista     |
| 2015          | Elizabeth Gillies             | "Die Trying"                       | Vocalista     |
| 2013          | Victoria Justice              | "Freak the Freak Out"              |               |
| 2013          | Victoria Justice              | "Make It in America"               |               |
| 2013          | Ariana Grande                 | "Right There (feat. Big Sean)      |               |
| 2013          | Max Schneider                 | Somewhere Only We Know             |               |
| 2013          | Max Schneider                 | "Beneath You Beutiful"             | Vocalista     |
| 2012          | Keane                         | "Somewhere Only We now"            | Vocalista     |
| 2012          | Big Time Rush                 | "Time of Our Life"                 |               |
| 2012          | Elizabeth Gillies             | "We Are Believix"                  | Vocalista     |
| 2012          | Elizabeth Gillies             | "You Don't Know Me"                | Vocalista     |
| 2012          | Elizabeth Gillies             | "Father And Son"                   | Vocalista     |
| 2012          | Elizabeth Gillies             | "Fast Car"                         | Vocalista     |
| 2011          | Victoria Justice              | "Beggin' on Your Knees"            |               |
| 2011          | Victoria Justice              | "All I Want Is Everything"         |               |
| 2011          | Mikey Deleasa                 | "Time in the Day"                  |               |
| 2011          | Ariana Grande                 | Chestnuts                          | Dueto         |
| 2011          | Victoria Justice and herself  | Take a Hint (com Victoria Justice) | Dueto         |
| 2010          | Victorious                    | Abertura                           |               |

| Séries e Filmes (trilha sonora) | Séries e Filmes (trilha sonora)                                         | Séries e Filmes (trilha sonora)   | Séries e Filmes (trilha sonora)    |
| Ano                             | Música                                                                  | Album                             | Notas                              |
| ------------------------------- | ----------------------------------------------------------------------- | --------------------------------- | ---------------------------------- |
| 2021                            | More Than Me                                                            | Dynasty                           | Vocalista                          |
| 2021                            | Driver's license                                                        | Dynasty                           | Cover                              |
| 2020                            | Hedwig & Angry Inch                                                     | Hedwig & Angry Inch               | Musical /Cover                     |
| 2020                            | You Can’t Hurry Love                                                    | Dynasty                           | Musical                            |
| 2019                            | Musical                                                                 | Dynasty                           | Dueto                              |
| 2018                            | Sings                                                                   | Dynasty                           | Vocalista                          |
| 2016                            | Trolls                                                                  | Trolls                            | Vocalista                          |
| 2016                            | Don't Break Me Too                                                      | Sex&drugs&rock&roll               | Vocalista                          |
| 2016                            | Already in Love                                                         | Sex&drugs&rock&roll               | Vocalista                          |
| 2015-2016                       | Animal                                                                  | Sex&drugs&rock&roll               | Vocalista                          |
| 2015-2016                       | Desire                                                                  | Sex&drugs&rock&roll               | Vocalista                          |
| 2015-2016                       | Sinner Baby                                                             | Sex&drugs&rock&roll               | Vocalista                          |
| 2015-2016                       | Die Trying"                                                             | Sex&drugs&rock&roll               | Vocalista                          |
| 2015-2016                       | Put It On Me (com Denis Leary)                                          | Sex&drugs&rock&roll               | Vocalista                          |
| 2015-2016                       | Baby Get Down (com Elaine Hendrix)                                      | Sex&drugs&rock&roll               | Vocalista                          |
| 2015-2016                       | What's My Name                                                          | Sex&drugs&rock&roll               | Vocalista                          |
| 2015-2016                       | Sex Bomb                                                                | Sex&drugs&rock&roll               | Vocalista                          |
| 2015-2016                       | Complicated                                                             | Sex&drugs&rock&roll               | Vocalista                          |
| 2015-2016                       | What's My Name" (EDM Remix)                                             | Sex&drugs&rock&roll               | Vocalista                          |
| 2015-2016                       | Ain't no valentine                                                      | Sex&drugs&rock&roll               | Vocalista                          |
| 2015-2016                       | Just Let Me Go                                                          | Sex&drugs&rock&roll               | Vocalista                          |
| 2015-2016                       | Songs from the FX Original Comedy Series                                | Sex&drugs&rock&roll               | Vocalista                          |
| 2015-2016                       | Raise a hand                                                            | Sex&drugs&rock&roll               | Vocalista                          |
| 2015-2016                       | So many miles                                                           | Sex&drugs&rock&roll               | Vocalista                          |
| 2015                            | New York 2015                                                           | Sex&drugs&rock&roll               | Vocalista                          |
| 2014                            | The Penguin Who Loved Me                                                | The Penguins of Madagascar        | Vocalista                          |
| 2013                            | Okay (com Leon Thomas III)                                              | Victorious                        | Vocalista                          |
| 2012                            | We Are Believix                                                         | Winx Club Deluxe Version (single) | Vocalista                          |
| 2012                            | Okay                                                                    | Victorious                        | Vocalista                          |
| 2012                            | I want you back                                                         | Victorious                        | Backing vocals / vocais adicionais |
| 2012                            | You Don't Know Me                                                       | Victorious                        | Vocalista                          |
| 2012                            | Five Fingaz to the Face (com o elenco de Victorious)                    | Victorious                        | Vocais adicionais                  |
| 2012                            | Shut Up 'N Dance(com o elenco de Victorious)                            | Victorious                        | Backing vocals / vocais adicionais |
| 2012                            | Take a Hint (com Victoria Justice)                                      | Victorious                        | Vocalista                          |
| 2012                            | Don't You (Forget About Me) (com o elenco de Victorious )               | Victorious                        | Backing vocals                     |
| 2011                            | Leave It All To Shine (com o elenco de Victorious e o elenco de iCarly) | Victorious                        | Backing vocals / vocais adicionais |
| 2011                            | The Wheels on the Cupcake (com o elenco de Victorious )                 | Victorious                        | Backing vocals / vocais adicionais |
| 2011                            | It's Not Christmas Without You (com o elenco de Victorious )            | Victorious                        | Backing vocals / vocais adicionais |
| 2011                            | Favorite Food (com o elenco de Victorious )                             | Victorious                        | Backing vocals / vocais adicionais |
| 2011                            | All I Want Is Everything (com o elenco de Victorious )                  | Victorious                        | Backing vocals                     |
| 2011                            | I Want You Back (com o elenco de Victorious )                           | Victorious                        | Backing vocals / vocais adicionais |
| 2011                            | Give It Up (com Ariana Grande)                                          | Victorious                        | Vocalista                          |
| 2010                            | Freak the Freak Out                                                     | Victorious                        | Trio                               |

| Ela mesma (Vocalista) |                                       |           |           |
| 2017                  | Bang Bang                             | Ela mesma | Vocalista |
| 2016                  | What are you doing new years eve      | Ela mesma | Vocalista |
| 2014                  | Is that all there is                  | Ela mesma | Vocalista |
| 2011                  | Wild Horses Cover                     | Ela mesma | Vocalista |
| 2011                  | You e I Cover                         | Ela mesma | Vocalista |
| 2011                  | Jealous Guy                           | Ela mesma | Vocalista |
| 2013                  | You and I                             | Ela mesma | Vocalista |
| 2013                  | Bam Bam Bam                           | Ela mesma | Vocalista |
| 2013                  | One and only                          | Ela mesma | Vocalista |
| 2013                  | Wild Horses                           | Ela mesma | Vocalista |
| 2013                  | For no one                            | Ela mesma | Vocalista |
| 2013                  | It Won't Stop                         | Ela mesma | Vocalista |
| 2013                  | Jealous Guy                           | Ela mesma | Vocalista |
| 2013                  | Chestnuts (featuring Ariana Grande)   | Ela mesma | Vocalista |
| 2013                  | Wrecking Ball                         | Cover     | Vocalista |
| 2013                  | Father and son                        | Ela mesma | Vocalista |
| 2013                  | Live at Genghis Cohen                 | Ela mesma | Vocalista |
| 2012                  | Light My Candle (feat. Ariana Grande) | Ela mesma | Dueto     |
| 2012                  | Wicked Way                            | Ela mesma | Vocalista |
| 2012                  | Fast Car Cover                        | Ela mesma | Vocalista |

## Video games
| Ano  | Titulo                         | Notas           |
| ---- | ------------------------------ | --------------- |
| 2014 | Winx Club: Saving Alfea        | Daphne (voz)    |
| 2013 | Winx: Sirenix Power            | Daphne (voz)    |
| 2012 | Winx Club: Magical Fairy Party | Daphne (voz)    |
| 2012 | Victorious: Time to Shine      | Jade West (voz) |
| 2012 | Victorious: Taking the Lead    | Jade West (voz) |